# Исхак аль-Мавсили
Исха́к аль-Мавсили́ (араб. إسحاق الموصلي‎; 767 или 772, Рей или Арраджан, Аббасидский халифат — март 850, Багдад, Аббасидский халифат) — арабский музыкант персидского происхождения, известный как композитор, певец и музыкальный теоретик. Являясь ведущим музыкантом своего времени в Аббасидском халифате, он служил при шести подряд сменявшихся Аббасидских халифах: Харун ар-Рашиде, Аль-Амине, Аль-Мамуне, Аль-Мутасиме, Аль-Васике и Аль-Мутаваккиле. Халифы и двор Аббасидов высоко ценили его, а его разносторонний интеллект поднял аль-Мавсили до социального статуса, который был весьма необычен для музыкантов того времени.
Обученный своим известным отцом Ибрагимом аль-Мавсили, певицей Атикой бинт Шухда и знаменитым лютнистом Зальзалем, он сменил своего отца в руководстве консервативным музыкальным сообществом. Это привело его к конфликту с прогрессивными музыкантами, такими как Ибрагим ибн аль-Махди и Зирьяб, чей стиль впоследствии стал доминировать по популярности. Аль-Мавсили упоминается в «Макамах» Аль-Харири и в «Тысяче и одной ночи». Созданная им всеобъемлющая теоретическая система арабской музыки, лишённой влияния древнегреческой традиции, сохраняла свою актуальность, по меньшей мере, до XIV века, когда её отстаивал Ибн Курр.